# Guinée-Bissau aux Jeux olympiques
La Guinée-Bissau participe aux Jeux olympiques depuis 1996 et a envoyé des athlètes à chaque occasion depuis cette date. Le pays n'a jamais participé aux Jeux d'hiver. 
Le pays n'a jamais remporté de médaille.
Le Comité national olympique bissau-guinéen a été créé en 1992 et a été reconnu par le Comité international olympique (CIO) en 1995.